# Crkva sv. Barbare u Dolu na Braču
Crkva sv. Barbare, crkva u Dolu, općina Postira, zaštićeno kulturno dobro

## Opis dobra
Jednobrodna romanička crkvica smještena južno od Dola na putu prema unutrašnjosti otoka. Unutrašnjost je presvođena bačvastim svodom s jednim pojasnim lukom, a četvrtasta apsida u uglovima ima sačuvane trompe. Na pročelju nad ulazom je viseći luk.

## Zaštita
Pod oznakom Z-4775 zavedena je kao nepokretno kulturno dobro - pojedinačno, pravna statusa zaštićena kulturnog dobra, klasificirano kao "sakralna graditeljska baština".